# Grania
Grania är ett släkte av ringmaskar som beskrevs av Rowland Southern 1913. Grania ingår i familjen småringmaskar.

## Bildgalleri

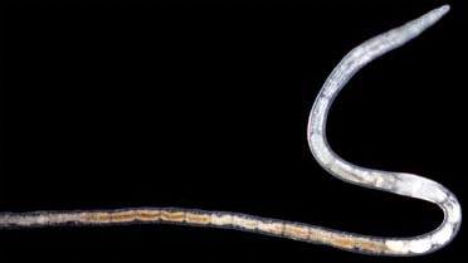

## Dottertaxa tillGrania, i alfabetisk ordning[1][2]
- Grania acanthochaeta
- Grania algida
- Grania alliata
- Grania americana
- Grania angustinasus
- Grania antarctica
- Grania aquitana
- Grania ascophora
- Grania atlantica
- Grania bermudensis
- Grania breviductus
- Grania bykane
- Grania canaria
- Grania carchinii
- Grania cinctura
- Grania colorata
- Grania conjuncta
- Grania crassiducta
- Grania curta
- Grania darwinensis
- Grania dolichura
- Grania ersei
- Grania eurystila
- Grania fiscellata
- Grania fortunata
- Grania fustata
- Grania galbina
- Grania hastula
- Grania hirsuticauda
- Grania homochaeta
- Grania hongkongensis
- Grania hylae
- Grania hyperoadenia
- Grania incerta
- Grania inermis
- Grania integra
- Grania lasserrei
- Grania laxarta
- Grania levis
- Grania longiducta
- Grania longistyla
- Grania macrochaeta
- Grania mangeri
- Grania maricola
- Grania mauretanica
- Grania mira
- Grania monochaeta
- Grania monospermatheca
- Grania novacaledonia
- Grania ocarina
- Grania occulta
- Grania ovitheca
- Grania pacifica
- Grania papillata
- Grania papillinasus
- Grania parvitheca
- Grania paucispina
- Grania postclitellochaeta
- Grania principissae
- Grania pusilla
- Grania quaerens
- Grania reducta
- Grania regina
- Grania roscoffensis
- Grania sperantia
- Grania stephensoniana
- Grania stilifera
- Grania tasmaniae
- Grania torosa
- Grania trichaeta
- Grania vacivasa
- Grania variochaeta
- Grania vikinga